# 田中華絵
田中 華絵（たなか はなえ、1990年2月12日 - ）は、日本の元陸上競技選手。専門種目は中距離走・長距離走・マラソン。福岡県北九州市小倉南区出身、北九州市立守恒中学校・筑紫女学園高校・立命館大学卒業。資生堂・第一生命グループに所属した。

## 経歴
大学時代は全日本大学女子駅伝で4年連続の快走を見せ、2度の優勝を経験。4年次の2011年夏季ユニバーシアードでは女子10000mで銀メダルに輝く。
2017年1月の大阪国際女子マラソンで初マラソンに挑戦。準備期間はわずか2か月であったが2時間26分19秒で3位入賞。
2017年11月末限りで第一生命を退部し、12月1日付で資生堂ランニングクラブへ移籍。
2018年3月の名古屋ウィメンズマラソンで日本人4番手の6位に入賞し、同年8月のジャカルタアジア大会女子マラソン日本代表に選出。本戦では15km手前で左の靴紐がほどけるアクシデントもあり、2時間42分35秒で9位。わずかに入賞には届かなかった。
マラソングランドチャンピオンシップへの切符をかけた2019年1月の大阪国際女子マラソンでは、2時間28分42秒で6位。MGCの出場条件となる「2大会の平均記録が2時間28分以内」にはわずか22秒届かなかった。
2021年3月31日付で資生堂を退部・競技引退を発表したが、同年8月1日より古巣の第一生命グループで現役復帰した。
東京マラソン2023をラストレースに、2023年3月末をもって現役を引退。

## 主な記録
| 年     | 大会                       | 種目           | 順位     | 備考             |
| ------ | -------------------------- | -------------- | -------- | ---------------- |
| 2005年 | 第60回国民体育大会         | 少年B800m      | 3位      |                  |
| 2008年 | 全日本大学女子駅伝         | 5区            | 区間賞   | 立命館大優勝     |
| 2009年 | 全日本大学女子駅伝         | 1区            | 区間2位  | 立命館大2位      |
| 2010年 | 全日本大学女子駅伝         | 3区            | 区間2位  | 立命館大2位      |
|        | 国際千葉駅伝               | 6区            | 区間3位  | 日本学生選抜優勝 |
| 2011年 | 都道府県対抗女子駅伝       | 1区            | 区間賞   | 福岡県3位        |
|        | 2011年夏季ユニバーシアード | 10000m         | 銀メダル |                  |
|        | 全日本大学女子駅伝         | 3区            | 区間3位  | 立命館大優勝     |
| 2012年 | 全日本実業団陸上選手権     | 5000m          | 3位      |                  |
| 2013年 | 千葉国際クロスカントリー   | 一般8km        | 3位      |                  |
|        | 全日本実業団ハーフマラソン | ハーフマラソン | 2位      |                  |
|        | 世界クロスカントリー選手権 | 一般8km        | 75位     |                  |
|        | 第97回日本陸上選手権       | 10000m         | 5位      |                  |
| 2014年 | 第98回日本陸上選手権       | 10000m         | 4位      |                  |
| 2015年 | 香川丸亀国際ハーフマラソン | ハーフマラソン | 7位      |                  |
| 2017年 | 大阪国際女子マラソン       | マラソン       | 3位      |                  |
|        | 仙台国際ハーフマラソン     | ハーフマラソン | 優勝     |                  |
|        | 北海道マラソン             | マラソン       | 3位      |                  |
| 2018年 | 名古屋ウィメンズマラソン   | マラソン       | 6位      |                  |
|        | ジャカルタアジア競技大会   | マラソン       | 9位      | [ 17 ]           |